# Jean-Louis Touraine
Jean-Louis Touraine (8 de outubro de 1945) é um político francês e professor de medicina que atua como membro da Assembleia Nacional do 3º círculo eleitoral de Rhône desde 2007. É membro do Renascimento (RE).

## Biografia
Jean-Louis Touraine é professor de medicina no departamento de transplante de órgãos e imunologia da Universidade Claude Bernard de Lyon 1, e praticante de meio período no Hospital Édouard Herriot em Lyon. Ele também atuou como presidente da France Transplant desde 1995 e do Centro de Estudos de Imunodeficiência e Câncer (CEDIC). De 1986 a 1990, Touraine foi presidente do Conselho Consultivo Científico do Inserm de Rhône-Alpes e, de 1986 a 1992, atuou ainda como presidente do Conselho Médico Superior da Previdência Social do Ministério de Assuntos Sociais. Ele escreveu o livro Hors de la bulle sobre o tratamento de crianças nascidas com imunodeficiência grave.
Touraine é maçom e é afiliado ao Grande Oriente de França.

### Pesquisas
Durante a década de 1970, Touraine conduziu a maior parte de suas pesquisas sobre imunodeficiência. Ele participou dos primeiros transplantes de medula óssea e timo fetal. Touraine tinha um interesse particular na imunodeficiência em recém-nascidos.
Depois de ter criado um camundongo com sistema imunológico humano, Touraine o usou para testar várias terapias genéticas para HIV/AIDS. O diretor de pesquisa do Hospital Edouard Herriot, a conselho da empresa Mydetics, tentou patentear essas terapias, que combinavam dois genes com um gene "vetor" das células. Este projeto foi realizado através de uma empresa registrada no paraíso fiscal das Bermudas. Devido a dificuldades de pesquisa e falta de resposta às perguntas do Escritório de Patentes e Marcas Registradas dos Estados Unidos, a patente nunca foi feita.
A partir dos anos 2000, com a fundação do CEDIC, Touraine pesquisou o câncer ao mesmo tempo em que seguia sua carreira política.

## Carreira política
Touraine foi filiado ao Partido Socialista (PS) até 2017.
Ele ganhou um assento na Assembleia Nacional durante as eleições legislativas francesas de 2007, representando Rhône com Sarah Peillon como seu substituto designado. Touraine derrotou o titular de 21 anos Jean-Michel Dubernard da União por um Movimento Popular (UMP) na eleição. Nas eleições legislativas francesas de 2012, Touraine foi reeleito com 59% dos votos.
Em setembro de 2016, Touraine endossou Emmanuel Macron para a eleição presidencial francesa de 2017 e tornou-se membro do partido de Macron, Renascimento (RE). As eleições legislativas francesas de 2017 viram Touraine reeleito com 59,85% dos votos no segundo turno, derrotando Pascal Le Brun de La France Insoumise (FI), que recebeu 40,15%.
Em setembro de 2017, Touraine propôs um projeto de lei apoiando a morte assistida, argumentando que pacientes com condições médicas intratáveis deveriam ter permissão para escolher "assistência médica na morte". Ele recebeu o apoio de 156 membros da Assembleia Nacional em 28 de fevereiro de 2018, que escreveram um artigo no Le Monde pedindo uma legislação que "daria aos pacientes doentes e moribundos a liberdade de fazer o que quiserem com seus corpos". Touraine também se tornou presidente de um grupo de estudo da Assembleia Nacional sobre morte assistida.
No verão de 2018, Touraine foi nomeado relator de uma apuração sobre a reforma das leis de bioética, presidida por Xavier Breton, dos Republicanos (LR). Ele apresentou seu relatório final à Assembleia Nacional em janeiro de 2019, que recomendou a legalização da reprodução medicamente assistida para casais de lésbicas e mulheres celibatárias e argumentou que “não há direito dos filhos a ter um pai, não importa a situação”. Touraine foi ainda nomeado relator dos artigos 1º e 2º de um projeto de lei sobre bioética, no qual defendeu várias emendas que se opunham ao seu governo, particularmente aquelas sobre o acesso post-mortem e transgêneros à reprodução medicamente assistida.
Em 2020, Touraine ingressou no En Commun (EC), um grupo dentro do LREM liderado por Barbara Pompili. Em 2021, foi nomeado co-relator de uma apuração de fatos sobre medicina, juntamente com Audrey Dufeu-Schubert. O seu relatório foi apresentado em junho perante a Comissão dos Assuntos Sociais da Assembleia Nacional e propôs reformas na governação, investigação, financiamento, política industrial e política de fixação de preços do sector farmacêutico.